# Elezioni primarie del Partito Democratico del 1996 (Stati Uniti d'America)
Dal 24 gennaio al 6 giugno 1996, si svolsero le Elezioni primarie del Partito Democratico in cui si scelse il candidato democratico alla presidenza nelle Elezioni presidenziali negli Stati Uniti d'America del 2000. Il presidente in carica Bill Clinton fu nuovamente selezionato come candidato attraverso una serie di elezioni primarie e caucus che terminarono nella Convention nazionale democratica del 1996 tenutasi dal 26 al 29 agosto 1996 a Chicago Illinois.
Bill Clinton successivamente vinse le lezioni presidenziali del 1996, diventando così il primo presidente democratico a vincere due mandato dai tempi di Franklin Delano Roosevelt.

## Panoramica delle primarie
Con il vantaggio di essere il presidente in carica, Bill Clinton vinse la ricandidatura da parte del Partito Democratico senza problemi. Alla Convention Nazionale Democratica del 1996, Clinton, insieme al vicepresidente in carica Al Gore, fu ricandidato dopo una corsa alle primarie in cui incontrò solo un'opposizione simbolica. Il candidato Lyndon LaRouche si qualificò per un delegato dalla Virginia e un delegato dalla Louisiana, ma i partiti statali rifiutarono di assegnargli delegati e la Corte d'Appello del Primo Distretto confermò la loro decisione.  L'ex governatore della Pennsylvania Bob Casey pensò di sfidare Clinton, ma problemi di salute costrinsero Casey ad abbandonare la candidatura. Ciò lasciò Jimmy Griffin, l'ex sindaco di Buffalo, come lo sfidante di grado più alto ancora in gara. Tuttavia finì arrivando all'ottavo posto, nelle primarie del New Hampshire Griffin si ritirò dalla corsa. Clinton vinse facilmente le primarie a livello nazionale, con margini costantemente superiori all'80%. 
Roland Riemers ha ottenuto una vittoria nelle primarie del Dakota del Nord, dove Clinton non ha presentato domanda per comparire sulla scheda elettorale.
Sostenuto da un seguito fedele LaRouche è riuscito a entrare nelle schede elettorali nella maggior parte degli stati e ha raccolto oltre mezzo milione di voti a livello nazionale alle primarie. La sua percentuale più alta è stata del 13,4% in Virginia Occidentale e ha ricevuto oltre centomila voti in California.
Un'altra campagna degna di nota, oltre a quella di LaRouche per sfidare il presidente Clinton, è stata quella della casalinga di Chicago Elvena Lloyd-Duffie, che si dice abbia raccolto più fondi di lui a un certo punto e abbia ottenuto fino all'11% dei voti in Oklahoma  e al 7% in Louisiana.

## Candidati

### Candidato vincitore
| Candidato | Posizione precedente         | Stato di origine | Immagine della campagna | Voto popolare   | Compagno di corsa |
| --------- | ---------------------------- | ---------------- | ----------------------- | --------------- | ----------------- |
|           | Presidente degli Stati Uniti | Arkansas         |                         | 9.706.802 (89%) | Al Gore           |

#### Candidati ritiratisi durante le primarie
| Candidato           | Posizione precedente                     | Stato di origine | Immagine della campagna | Voto popolare  | Compagno di corsa |
| ------------------- | ---------------------------------------- | ---------------- | ----------------------- | -------------- | ----------------- |
|                     | Fondatore del Movimento LaRouche         | New Hampshire    |                         | 596.422 (5,5%) |                   |
| Elvena Lloyd-Duffie | Casalinga                                | Arkansas         |                         | 92.324 (0,91%) | Jimmie Duffie     |
| Roland Riemer       | Candidato alla Camera dei Rappresentanti | Minnesota        |                         | 651 (0,006%)   |                   |
|                     | Sindaco di Buffalo                       | New York         |                         | 307 (0,003%)   |                   |

##### Altri possibili candidati
- Bill Bradley
- Bob Casey Sr.
- Mario Cuomo
- Dick Gephardt
- Gary Hart
- Jesse Jackson
- Bob Kerrey
- Colin Powell[8]

## Candidato alla Vicepresidenza
Il vicepresidente in carica Al Gore è stato nominato nuovamente vicepresidente.

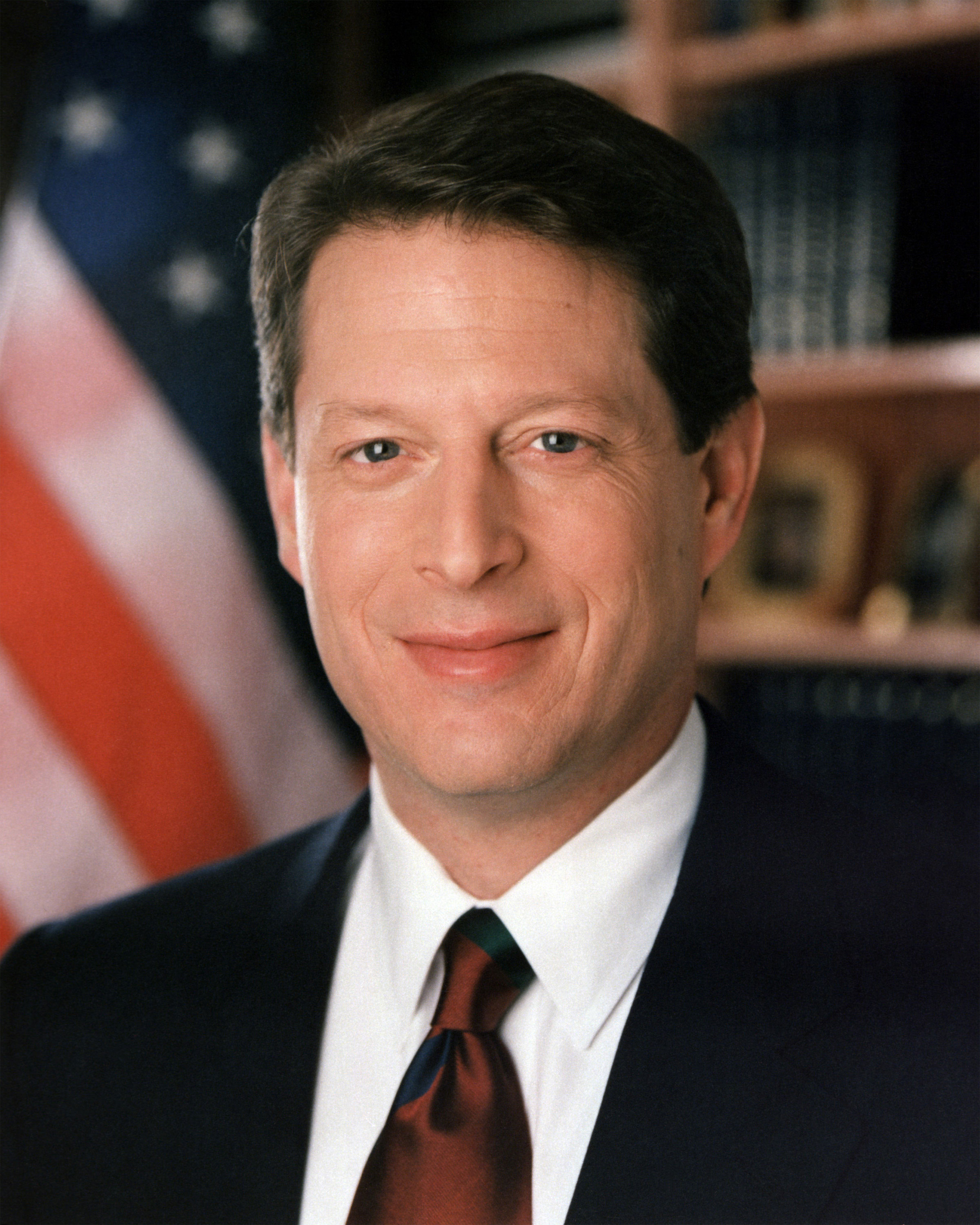

## Risultati[9][10]
|               | Bill Clinton    | Lyndon LaRouche | Elvena Lloyd-Duffie | Roland Riemer |
| Voto popolare | 9.706.802 (89%) | 596.422 (5,5%)  | 92.324 (0,91%)      | 651 (0,006%)  |

| Data                 | Stato                 | Bill Clinton | Lyndon LaRouche | Elvena Lloyd-Duffie |
| -------------------- | --------------------- | ------------ | --------------- | ------------------- |
| 20/2                 | New Hampshire         | 84,37%       | 0,48%           | -                   |
| 24/2                 | Delaware              | 90,26%       | 9,74%           | -                   |
| 27/2                 | Dakota del Nord       | -            | 34,66%          | -                   |
| 5/3                  | Rhode Island          | 89,12%       | 4,46%           | -                   |
| 5/3                  | Vermont               | 96,51%       | 2,27%           | -                   |
| 5/3                  | Colorado              | 88,86%       | 10,97%          | -                   |
| 5/3                  | Georgia               | 100,00%      | -               | -                   |
| 5/3                  | Maine                 | 88,35%       | 2,64%           | -                   |
| 5/3                  | Maryland              | 84,23%       | 4,40%           | -                   |
| 5/3                  | Massachusetts         | 87,06%       | 3,35%           | -                   |
| 9/3                  | Arizona               | 95,5%        | -               | -                   |
| 12/3 (Super Tuesday) | Louisiana             | 80,76%       | 11,73%          | 7,51%               |
| 12/3 (Super Tuesday) | Mississippi           | 92,46%       | 7,54%           | -                   |
| 12/3 (Super Tuesday) | Oklahoma              | 76,23%       | 12,65%          | 11,12%              |
| 12/3 (Super Tuesday) | Oregon                | 94,77%       | -               | -                   |
| 12/3 (Super Tuesday) | Tennessee             | 88,93%       | -               | -                   |
| 12/3 (Super Tuesday) | Texas                 | 86,41%       | 3,05%           | 1,18%               |
| 19/3                 | Illinois              | 96,17%       | 1,83%           | 2,00%               |
| 19/3                 | Ohio                  | 91,84%       | 8,16%           | -                   |
| 19/3                 | Wisconsin             | 97,60%       | -               | -                   |
| 26/3                 | California            | 92,83%       | 6,89%           | -                   |
| 26/3                 | Washington            | 98,53%       | 1,47%           | -                   |
| 23/4                 | Pennsylvania          | 92,05%       | 7,95%           | -                   |
| 7/5                  | Distretto di Colombia | 98,13%       | 1,86%           | -                   |
| 7/5                  | Indiana               | 100%         | -               | -                   |
| 7/5                  | Carolina del Nord     | 80,65%       | 7,15%           | -                   |
| 14/5                 | Nebraska              | 86,92%       | 10,86%          | -                   |
| 14/5                 | Virginia Occidentale  | 86,53%       | 13,47%          | -                   |
| 21/5                 | Arkansas              | 78,75%       | 6,79%           | 4,34%               |
| 28/5                 | Idaho                 | 100,00%      | -               | -                   |
| 28/5                 | Kentucky              | 76,68%       | 7,36%           | -                   |
| 4/6                  | Alabama               | 80,65%       | 4,2%            | -                   |
| 4/6                  | Montana               | 90,00%       | -               | -                   |
| 4/6                  | New Jersey            | 95,22%       | 4,77%           | -                   |
| 4/6                  | Nuovo Messico         | 90,30%       | 9,70%           | -                   |